# Vita Edwardi Secundi
Vita Edwardi Secundi (en español: Vida de Eduardo II) es una crónica en latín escrita  por un desconocido historiador medieval inglés contemporáneo a Eduardo II de Inglaterra, probablemente en 1326. Abarca el período comprendido entre 1307 hasta su final abrupto en 1326. La más antigua versión sobreviviente de la Vita es una copia hecha por Thomas Hearne de un manuscrito que le prestó James West, la copia data de 1729. Se cree que el original se quemó algunos años más tarde junto con muchos otros documentos pertenecientes a West. Se sabe que el manuscrito procede de la abadía benedictina de Malmesbury, pero no se sabe si la obra fue escrita allí. 
El autor es desconocido, pero a partir de su trabajo se pueden inferir aspectos de su carácter. A causa del uso de citas bíblicas y de conocedoras referencias a la ley civil de la época se cree que era una persona muy educada. Es probable que se tratara de una persona de edad avanzada, debido a su aparente muerte en 1326 y a su desesperación por «los jóvenes de hoy». Un candidato popular a la autoría de la Vita es un abogado de Herefordshire y empleado del conde de Hereford: John Walwayn. La más reciente teoría sobre la fecha en que fue escrito fue presentada por el profesor C.J. Given-Wilson. El profesor piensa que la Vita fue escrita a intervalos durante el reinado de Eduardo, esta teoría es apoyada por la aparente falta de conocimiento de los hechos futuros mostrada por el autor en diferentes etapas de su obra.

## Ediciones
- Noël Denholm-Young, ed. (1957). The Life of Edward the Second, by the So-Called Monk of Malmesbury. Londres: Nelson.
- W.R. Childs, ed. (2005). Vita Edwardi Secundi. Oxford: Oxford University Press. ISBN 0-19-927594-7.